# Quàntum de sang
Les lleis de quàntum de sang o de sang índia són la legislació promulgada als Estats Units per definir la pertinença a les tribus o nacions amerindis dels Estats Units. "Quàntum de sang" es refereix a la descripció del grau d'ascendència d'un individu d'un determinat grup racial o ètnic, per exemple, 1/4 d'omaha.
El terme fou usat primer cop en 1705 quan Virgínia adoptà lleis que limitaven els drets civils colonials als nadius americans i les persones amb la meitat o més d'ascendència ameríndia. El concepte de quàntum de sang no va ser àmpliament aplicat fins a la Llei de Reorganització Índia de 1934. El govern el va utilitzar per establir quines persones podrien ser reconegudes com a ameríndies i ser elegible per als beneficis financers i d'altres en virtut dels tractats que es van fer o de vendes de terra. Des d'aleshores, tanmateix, les nacions ameríndies han restablit les seves pròpies normes de pertinença tribal que varien entre elles. A començaments del segle XXI aquestes normes han estat usades per a excloure persones que prèviament n'havien estat membres, com és el cas dels lliberts cherokees.

## Origen de les lleis de quàntum de sang
Les lleis de quàntum de sang o "lleis de sang índia" van ser aprovades pels americans europeus per tal de regular qui seria classificat com a amerindi i, per tant, elegible per rebre beneficis federals. La primera llei va ser aprovada en 1705 a Virgínia, però aleshores s'utilitzava per a restringir els drets de les persones que eren la meitat o més amerindis. Als segles xix i xx el govern dels Estats Units va creure necessària la definició de membres d'una tribu, ja que havia signat tractats amb les nacions i pagava beneficis o rendes per les cessions de terres als membres tribals.
Molte tribus ameríndies no empraren les lleis de quàntum de sang fins que el govern dels Estats Units va introduir la Llei de Reorganització Índia de 1934. Algunes tribus, com la Nació Navajo, no adoptaren el tipus de constitució suggerit en aquesta llei fins a la dècada de 1950. Els crítics sostenen que a causa de les lleis de quàntum de sang que obliguen als individus a identificar-se com a pertanyents a una sola tribu, malgrat la seva ascendència, algunes tribus han perdut membres de la tribu i les xifres globals de membres registrats de moltes tribus ameríndies s'han reduït.
"Les enumeracions desenals del cens dels Estats Units indiquen un creixement en la població ameríndia que ha estat contínua des de 1900 (llevat per l'epidèmia de grip de 1918 que provocà serioses pèrdues), a 1,42 milions el 1980 i sobre 1.9 milions en 1990." En el cens del 2000 hi havia 2,5 milions de nadius americans. Des de 1960 les persones autoidentifiquen la seva ascendència en el cens dels Estats Units.
Durant dècades les tribus han establit llurs propis requisits per a ser-ne membres. En alguns casos han exclòs membres que havien estat durant molt temps part de la tribu. Un exemple d'un requisit d'afiliació tribal és un basat en la descendència lineal documentada d'un membre nadiu americans registrat en el Dawes Rolls, o un dels primers cens del segle xx. A diferència del que disposa la Llei de Reorganització Indígena moltes tribus permeten als membres que afirmen ascendència en més d'una tribu.
Les tribus han establert els seus propis criteris d'afiliació. En vista dels nous ingressos que moltes tribus estan rebent a compte dels casinos de joc, del desenvolupament econòmic o a causa dels ingressos per les reclamacions de terres, algunes han establert regles més restrictives per limitar-ne l'afiliació.
Aquestes accions han donat lloc a acusacions d'injustícia racial i polèmiques com la votació de la Nació Cherokee del 2007 per excloure els lliberts cherokees sense avantpassats sanguinis cherokees als Dawes Rolls, tot i que la Cort Suprema Cherokee va fallar en 2005 que eren membres legítims de la tribu en 2005. De la mateixa manera en 2000, la Nació Semínola d'Oklahoma va intentar excloure de la pertinença a dues bandes de lliberts semínoles de la pertinença per evitar llur inclusió en la presentació de les reivindicacions de terres a Florida, ja als lliberts semínoles també els havia pres terra el govern dels Estats Units.
Des de 1942 els seminola han intentat algun cop excloure els seminoles negres de la tribu. Els lliberts eren registrats separament en els Dawes Rolls i patiren segregació a Oklahoma. Més recentment, els seminoles es va negar a compartir amb ells els ingressos obtinguts per les reivindicacions de terres pels assentaments dels Estats Units del segle xx. El Centre per als Drets Constitucionals ha presentat un amicus prenent el cas legal dels Seminoles negres i criticant alguns funcionaris de la Bureau of Indian Affairs per col·laborar en aquesta discriminació mitjançant el suport a l'autonomia tribal en els plets. Per tractat, després de la Guerra Civil Americana, els seminola estaven obligats a proporcionar als seminoles negres igualtat de drets com als membres indis de pura sang.
"Les tribus índies americanes situades a les reserves tendeixen a tenir uns requisits força alts de quàntum de sang per a ser-ne membre que aquelles que es troben fora de les reserves ....[referència a la taula] El 85% de les tribus que reclamen més d'una quarta part de quàntum de sang per a ser-ne membre tenen base en la reserva, en comparació amb menys del 64% que no tenen requeriment mínim. Les tribus de les reserves aparentment han estat capaces de mantenir la pertinença exclusiva en establir més quàntum de sang, ja que la ubicació de reserves en general ha servit per aïllar la tribu dels no indis i dels matrimonis mixtos.

## Termes relacionats amb les lleis de quàntum de sang
Molts nadius americans s'han acostumat a la idea de "quantum de sang". Les lleis de quàntum de sang han provocat problemes a les famílies ameríndies els membres de les quals van ser registrats de manera inexacta com a descendents totalment o parcialment de determinades tribus. En alguns casos membres o fins i tot famílies senceres han estat exclosos de ser inscrits com a membres de la seva tribu, fins i tot quan no tenien avantpassats no-indígenes.
En certs moments alguns governs estatals classificaren com a afroamericans persones que tenien ascendència mixta afroamericana i ameríndia, en gran part a causa de la discriminació racial relacionades amb la història de l'esclavitud. Això era freqüent al Sud després de la reconstrucció, quan les legislatures dominades per blancs van imposar la segregació legal, que classificava tota la població només com a blanc o de color (els nadius americans, alguns dels quals eren de raça mixta, es van incloure en l'última designació). Es relaciona amb el sistema de castes racial de l'esclavitud abans de la Guerra Civil Americana. Fins rl 1870 no hi havia cap classificació per separat per als amerindis en el cens.
El lumbee, un grup que va aparèixer per organitzar una varietat de pobles a la frontera de Carolina del Nord al segle xix, aconseguí el reconeixement estatal com a indis croatan després de la Reconstrucció. Aquest estatut separat els va permetre establir un sistema escolar per a llurs infants diferent del dels fills dels lliberts.
La qüestió de la identitat és complexa. L'investigador guardonat Paul Heinegg i Virginia DeMarce van trobar que els ancestres del 80 per cent de la gent lliure de color (incloent persones que en el cens posterior va afirmar tenir avantpassats lumbee) en els censos de 1790 i 1810 a la frontera de Carolina del Nord eren descendents de famílies de dones blanques i homes africans, i que eren lliures a la Virgínia colonial per l'estatut de la mare. Moltes persones de raça mixta a les àrees frontereres s'han identificat com a indis, portuguesos o àrabs per a escapar de les restriccions racials.
En 1952 els indis croatan votaren adoptar el nom lumbee. (Eren assentats vora el riu Lumber, també anomenat Lumbee.) Van aconseguir reconeixement federal limitada el 1956 com a nació índia ètnica per una llei especial del Congrés dels Estats Units, i acceptat en el moment en què no rebien beneficis. Des de llavors han reclamat al Congrés el ple reconeixement federal. El seu esforç ha estat l'oposició de diverses tribus reconegudes federalment.
En altres casos, donat que els nens de raça mixta eren sovint educats en la cultura ameríndia de la mare, la societat dels Estats Units van considerar que fossin nadius americans, tot i l'ascendència europea. (Com els paranyers, comerciants i soldats a les fronteres eren majoritàriament homes, molts d'ells es van unir a dones ameríndies.)
En 1924 Virgínia aprová la Llei d'Integritat Racial, que requereix que cada individu pot ser classificar com a blanc o negre. (Alguns altres estats van adoptar lleis similars) A la pràctica la llei es fa complir amb la norma de la "regla d'una gota": individus amb mínima ascendència africana coneguda eren classificats com a negres. Com a resultat en els censos dels anys 1930 i la dècada de 1940, particularment en la societat segregada del Sud, moltes persones d'ascendència afroamericana i ameríndia que eren biracials o multiracials van ser classificats principalment com a negres. El resultat afectà negativament molts individus amb ascendència mixta afroamericana i ameríndia. Donat que hi havia poques reserves al Sud, aquests individus necessitaven trobar evidències de la seva ascendència per a ser registrats en una tribu. Els canvis en els registres històrics esborren la seva autoidentificació com a amerindis. Durant els primers anys de l'esclavatge alguns amerindis i africans es van casar perquè van ser esclavitzats al mateix temps i van compartir una experiència comuna de l'esclavitud. Altres van fer unions abans que s'institucionalitzés l'esclavitud i treballaren plegats.
Avui dia les regulacions propostes per als nens adoptats per famílies natives són que els infants no són capaços de ser membres reconeguts federalment a menys que tinguin un pare biològic inscrit en una tribu. Aquests casos d'adopció són probablement menys freqüents que en el passat. Històricament, especialment durant els anys colonials i el segle xix a l'Oest dels Estats Units, moltes tribus van adoptar joves captius presos en la guerra o en batudes per substituir els membres que havien mort. Ja fossin europeus o d'una altra tribu ameríndia, els captius generalment estaven totalment assimilats en la cultura tribal i eren considerats membres de ple dret de la tribu. En general es van mantenir en la tribu, casant-se amb altres membres i criar els seus fills dins de la tradició cultural.
En alguns casos el registres censals per tribus com els cherokees estaven incomplets a causa dels matrimonis mixtes, la immigració, els tractats o perquè els membres no vivien dins les fronteres de la nació i, per tant, no es registraven al cens. Com s'ha assenyalat anteriorment moltes persones autoidentificades al cens dels Estats Units no són elegibles per a la inscripció tribal.
Alguns crítics sostenen que les lleis de quàntum de sang van ajudar a crear racisme entre els membres de la tribu. L'historiador Tony Seybert sosté que per això alguns membres de les anomenades Cinc Tribus Civilitzades eren amos d'esclaus. La majoria dels propietaris d'esclaus eren d'ascendència mixta europea. Alguns creien que eren d'un estatus més alt que els indis de sang completa i les persones d'ascendència africana. Altres historiadors sostenen que els cherokee i altres tribus tenien esclaus pel seu interès econòmic i com a part de la cultura del sud-est en general. Els cherokee i altres tribus també havien adoptat tradicionalment captius de guerra per al seu ús com a esclaus, malgrat la seva institució difereix de la que es va desenvolupar a les colònies del sud.

### Problemes amb les proves de l'ascendència d'ADN
Les tribus no reconegudes federalment inscriuen llurs membres únicament basant-se en una prova d'ADN. Molts investigadors han publicat articles on adverteixen que les proves d'ADN per a ascendència genètica tenen limitacions i no haurien de dependre'n els particulars per a respondre a totes les seves preguntes sobre l'herència.
La cultura popular ha arribat a fer creure que molts afroamericans tenen ascendència nativa americana i alguns historiadors sostenen que la majoria dels afroamericans tenen ascendència nativa americana. Tanmateix, a la sèrie de la PBS feta per l'historiador Henry Louis Gates, Jr., anomenada African American Lives,, uns genetistes van argumentar que ls barreja afroamericana-nativa és relativament rara. En el seu llibre associat Gates va resumir la informació:
Només el 5% dels afroamericans tenen almenys una vuitena part d'ascendència ameríndia (equivalent a un besavi). D'altra banda, gairebé el 78% dels afroamericans tenen almenys una vuitena part d'ascendència europea (equivalent a un besavi), i gairebé el 20% té almenys una quarta part d'ascendència europea (equivalent a un avi).
Tanmateix les proves de cromosoma Y i l'ADN mitocondrial només es fixen en la línia masculina "directa", i els ancestres femenins i, per tant, poden deixar de recollir l'herència de molts avantpassats. Alguns crítics creuen que les sèries de la PBS no van explicar prou les limitacions de les proves d'ADN per a l'avaluació del patrimoni. Més significativament, els actuals tests d'ADN no poden distingir entre les diferents tribus ameríndies.
A més, les proves d'ADN més recents poden inspeccionar tot l'ADN que pot ser transmès pels pares d'un individu, però a un cost de precisió. Els tests d'ADN analitzen tot focus d'ADN en "un sol polimorfisme nucleòtid" o SNP però el SNP podria trobar-se als africans, sls asiàtics i s persones de totes les altres parts del món. Una prova completa d'ADN no pot determinar amb exactitud tota l'herència d'un individu.

## Implementació
Moltes tribus ameríndies continuen emprant el quàntum de sang en les lleis tribals actuals per determinar qui és elegible per a ser membre o ciutadà de la tribu o nació indígena. Aquestes sovint requereixen un mínim grau de consanguinitat i sovint un ancestre que aparegui en un cens tribal específic de finals del segle xix o principis del segle xx. Per exemple, la Banda Oriental dels Cherokees de Carolina del Nord requereix un ancestre registrat en el cens de Baker de 1924 i un mínim d'1/6 de sang cherokee heretada del seu avantpassat en aquest registre. Per la seva banda, la Nació Cherokee requereix als sol·licitants descendir d'un avantpassat del Dawes Rolls de 1906 (ascendència lineal directa), però no imposa requisit mínim de quàntum de sang. La United Keetoowah Band requereix un mínim d'1/4 de quàntum de sang.
Els utes requereixen un 5/8 de quàntum de sang, l'exigència més alta exigència de qualsevol tribu estatunidenca. Els miccosukee de Florida, els choctaws de Mississipi i els St. Croix Chippewa de Wisconsin requereixen la meitat de "quàntum de sang tribal", també un percentatge alt.
A l'altre extrem de l'escala, la Nació Caddo d'Oklahoma requereix només 1/16 d'herència documentada. Les tribus confederades de la comunitat de Grande Ronde d'Oregon requereixen un mínim combinat d'1/16 a partir de qualsevol d'una llista de diversos pobles amerindis d'Oregon.
Algunes tribus, com la ciutat tribal Alabama-Quassarte i la Nació Wyandotte, requereixen una quantitat no especificada d'ascendència índia (coneguda com a "descendència lineal") documentada per descendència d'un membre reconegut. Altres requereixen un grau específic d'ascendència índia, però una part no especificada de l'ascendència de la tribu ancestral o tribus de la qual deriva l'entitat tribal moderna, com la banda Grand Traverse d'indis ottawa i chippewa i la Banda Poarch d'indis creek. Moltes tribus modernes són confederacions de tribus originals que s'han unit en una única entitat política.
Altres tribus requereixen un grau mínim de sang només per a membres de la tribu nascuts "fora" de la reserva nominal. Aquest és un concepte similar als principis jurídics d'ius soli i ius sanguinis en les lleis de nacionalitat dels estats sobirans moderns.

### Tribus que reclamen un grau d'1/2 de quàntum de sang per a ser-ne membre
(equivalent a un pare)
- Ciutat tribal Kialegee[26]
- Tribu d'indis Miccosukee de Florida
- Banda Mississippi d'indis choctaw
- Indis St. Croix Chippewa de Wisconsin
- Tribu apatxe White Mountain, Arizona
- Tribu Xoixon Yomba, Nevada[28]

### Tribus que reclamen un grau d'1/4 de quàntum de sang per a ser-ne membre
(equivalent a un avi)
- Tribu d'indis Absentee-Shawnee, Oklahoma[26]
- Tribu Cheyenne i Arapaho, Oklahoma[26]
- Tribus i Bandes Confederades de la Nació Yakama, Washington
- Nació Ho-Chunk de Wisconsin[29] Wisconsin
- Reserva Hopi d'Arizona.
- Tribu tradicional Kickapoo de Texas[30]
- Tribu Kickapoo d'Oklahoma, Oklahoma[26]
- Tribu Kiowa d'Oklahoma, Oklahoma[26]
- Nació Yavapai Fort McDowell, Arizona
- Tribus Assiniboine i Sioux Fort Peck, Montana
- Nació Navajo, Arizona, Utah i Nou Mèxic
- Tribu d'indis Oneida, Wisconsin
- Tribu Pascua Yaqui, Arizona
- Banda Prairie de la Nació Potawatomi, Kansas[31]
- Tribu Xoixon de la Reserva Wind River, Wyoming[32]
- Tribu Sioux Standing Rock, Dakota del Nord i del Sud
- Banda Unida Keetoowah d'indis Cherokee, Oklahoma[26]
- Tribu paiute Utu Utu Gwaitu de la reserva Benton, Califòrnia[33]
- Tribu Yavapai-Prescott, Arizona
- Tribu Blackfeet, Montana

### Tribus que reclamen un grau d'1/8 de quàntum de sang per a ser-ne membre
(equivalent a un besavi)
- Tribu Apatxe d'Oklahoma[26]
- Nació Comanxe, Oklahoma[26]
- Nació Delaware, Oklahoma[26]
- Tribus Confederades d'Indis Siletz, Oregon
- Tribu Apatxe Fort Sill d'Oklahoma
- Tribu Hooopa Valley de Califòrnia
- Tribu Karuk de Califòrnia
- Tribu índia Muckleshoot de la reserva Muckleshoot, Washington
- Banda nord-oest de la Nació Xoixon de Utah (Washakie)
- Tribu d'indis Otoe-Missouria, Oklahoma[34]
- Nació Pawnee d'Oklahoma[26]
- Nació Ponca, Oklahoma[26]
- Nació Sac i Fox, Oklahoma[26]
- Nació Sac i Fox de Missouri a Kansas i Nebraska
- Tribu Squaxin Island de la reserva Squaxin Island, Washington
- Tribu índia Suquamish de la reserva Port Madison, Washington
- Tres Tribus Afiliades de la reserva Fort Berthold
- Tribu índia Upper Skagit de Washington
- Wichita i Tribus Afiliades (Wichita, Keechi, Waco i Tawakonie)[26]

### Tribus que reclamen un grau d'1/16 de quàntum de sang per a ser-ne membre
(equivalent a un rebesavi)
- Nació Caddo[26]
- Tribus Confederades de la Comunitat Grand Ronde d'Oregon
- Tribus Confederades d'Indis Siletz
- Banda Oriental d'Indis Cherokee, Carolina del Nord
- Comunitat índia paiute de Fort Independence, Califòrnia[35]
- Tribu Apatxe Fort Sill[26]
- Tribu Iowa d'Oklahoma[26]

### Tribus que reclamen un grau d'1/32 de quàntum de sang per a ser-ne membre
(equivalent a un re-rebesavi)
- Nació Kaw[36]

### Tribus que determinen l'afiliació per descendència lineal
Aquestes tribus no tenen un requisit mínim de quàntum de sang, però això no vol dir que qualsevol persona amb qualsevol quantitat de sang índia s'hi pugui inscriure. Els membres han de ser descendents directes dels afiliats originals.
- Ciutat tribal Alabama-Quassarte[26]
- Nació Cherokee[26]
- Nació Chickasaw[26]
- Nació Choctaw[26]
- Nació Citizen Potawatomi[26]
- Tribu d'indis Delaware[26]
- Tribu Eastern Shawnee[26]
- Tribu Mashantucket Pequot Connecticut[37]
- Tribu Mashpee Wampanoag de Massachusetts
- Tribu Miami d'Oklahoma[26]
- Tribu Modoc d'Oklahoma[26]
- Nació Muscogee Creek[26]
- Nació Osage[26]
- Tribu Ottawa d'Oklahoma[26]
- Tribu d'indis Peoria[26]
- Tribu Quapaw d'Oklahoma[26]
- Tribu Tribu Sault Ste. Marie d'indis chippewa de Michigan
- Nació Seminola[26]
- Tribu Seneca-Cayuga d'Oklahoma[26]
- Tribu Shawnee[26]
- Ciutat tribal Thlopthlocco[26]
- Tribu Tonkawa[26]
- Nació Wyandotte[26]

## Futur
Les poblacions natives americanes van augmentar considerablement durant el segle xx. La creixent urbanització i els matrimonis mixtes poden afectar el seu futur com a pobles diferents lligats a les àrees geogràfiques. Les nacions amb alts requeriments de quàntum de sang poden haver de canviar les seves normes d'afiliació tribal o veure reduïts els seus ingressos.